# Villa Centurione del Monastero
La Villa Centurione del Monastero, ou Villa di Barnaba Centurione, est une villa patricienne située dans le quartier génois de Sampierdarena, construite au XVIe siècle comme une riche demeure pour la famille patricienne des Centurione.

## Histoire
La résidence patricienne a été construite, avec le jardin attenant aujourd'hui disparu, en 1587 pour Barnaba Centurione Scotto, qui appartenait à une famille d'origine marchande. Le nom de villa del Monastero rappelle qu'elle a été construite sur le terrain d'un monastère de religieuses bénédictines du XIIIe siècle, acheté au XVIe siècle par les Centurione. Le cloître médiéval de la cour intérieure est conservé du monastère d'origine.

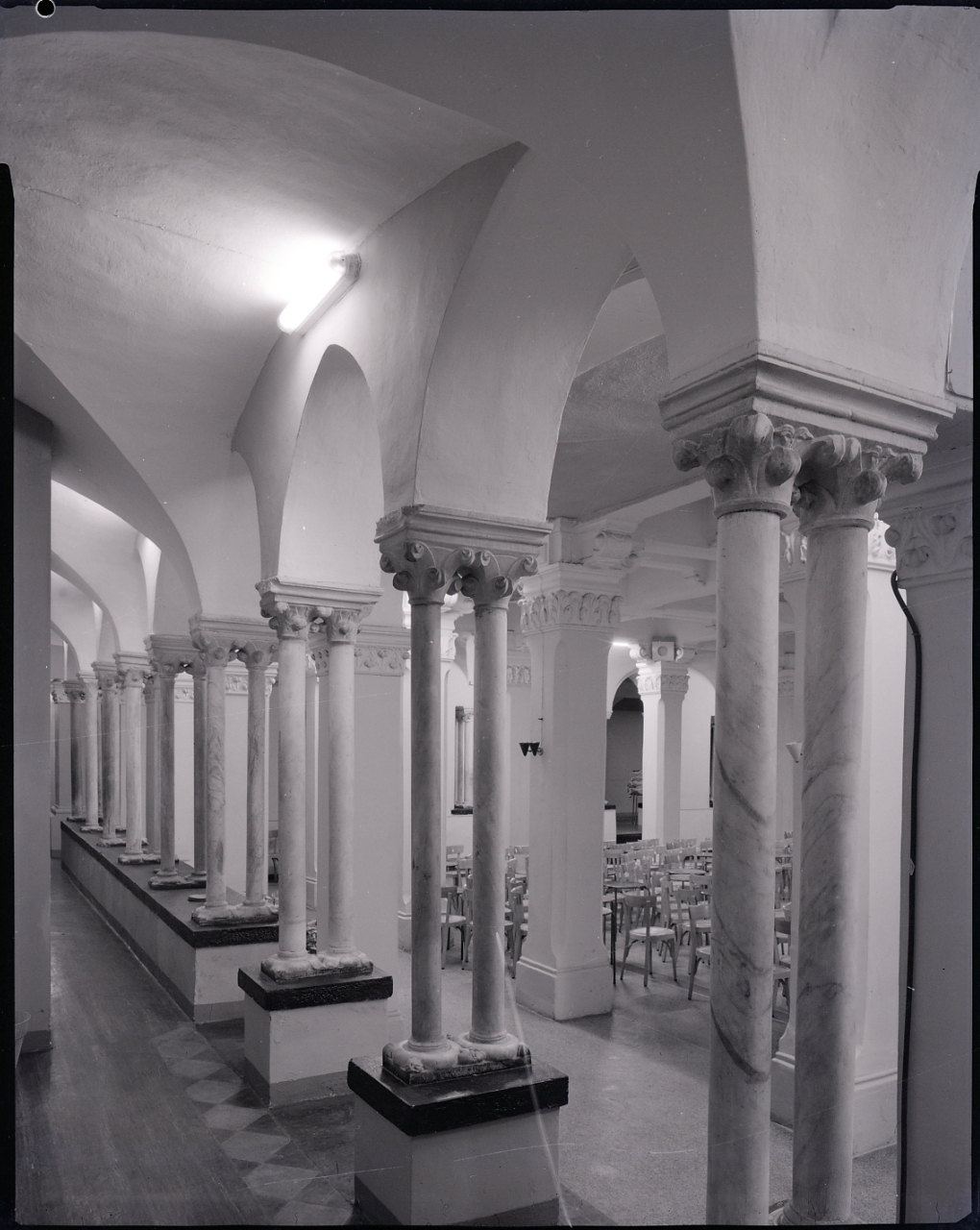
Vestiges du cloître médiéval.

Au fil des siècles, il est resté la propriété de la famille Centurione, jusqu'à ce qu'en 1882 il soit légué par le dernier propriétaire à l'hôpital de Pammatone, qui le cède à la municipalité. Le bâtiment a subi des modifications au début du XXe siècle, lorsqu'il a été acheté par la municipalité de Sampierdarena et transformé en école.
La façade, à l'origine ornée de fresques, a été entièrement reconstruite au début du XXe siècle avec les élévations actuelles, et a été surélevée d'un étage. L'atrium et le salon du premier étage sont décorés de fresques du peintre maniériste génois Bernardo Castello et d'autres auteurs non identifiés.

## Description
Au rez-de-chaussée, dans l'atrium, Bernardo Castello représente la scène d'Erminia échappée aux chevaliers chrétiens, se retrouve parmi les bergers, extraite du septième chapitre de La Jérusalem délivrée du Tasse. Dans une autre salle, le Triomphe de David est considéré comme de l'école de Castello. Sur la voûte en berceau au-dessus de l'escalier, au milieu de décors grotesques, c'est Persée libérant Andromède. À l'étage supérieur noble, le château représente  des Épisodes de l'histoire de Marius dans le hall principal, et dans un autre salon appelé celui de Callisto, il y a des fresques dans le panneau central la Découverte de la grossesse de Callisto, et dans le coin des médailles d'autres épisodes du Mythe de Callisto et Jupiter.